# برونسون هاورد
برونسون هاورد (بالإنجليزية: Bronson Howard)‏ (7 أكتوبر 1842، ديترويت في الولايات المتحدة - 4 أغسطس 1908 في الولايات المتحدة)؛ كاتب، كاتب مسرحي وروائي أمريكي.

## روابط خارجية
- برونسون هاورد على موقع IMDb (الإنجليزية)
- برونسون هاورد على موقع الموسوعة البريطانية (الإنجليزية)
- برونسون هاورد على موقع قاعدة بيانات برودواي على الإنترنت (الإنجليزية)
- برونسون هاورد على موقع قاعدة بيانات الفيلم (الإنجليزية)